# Біоетанол

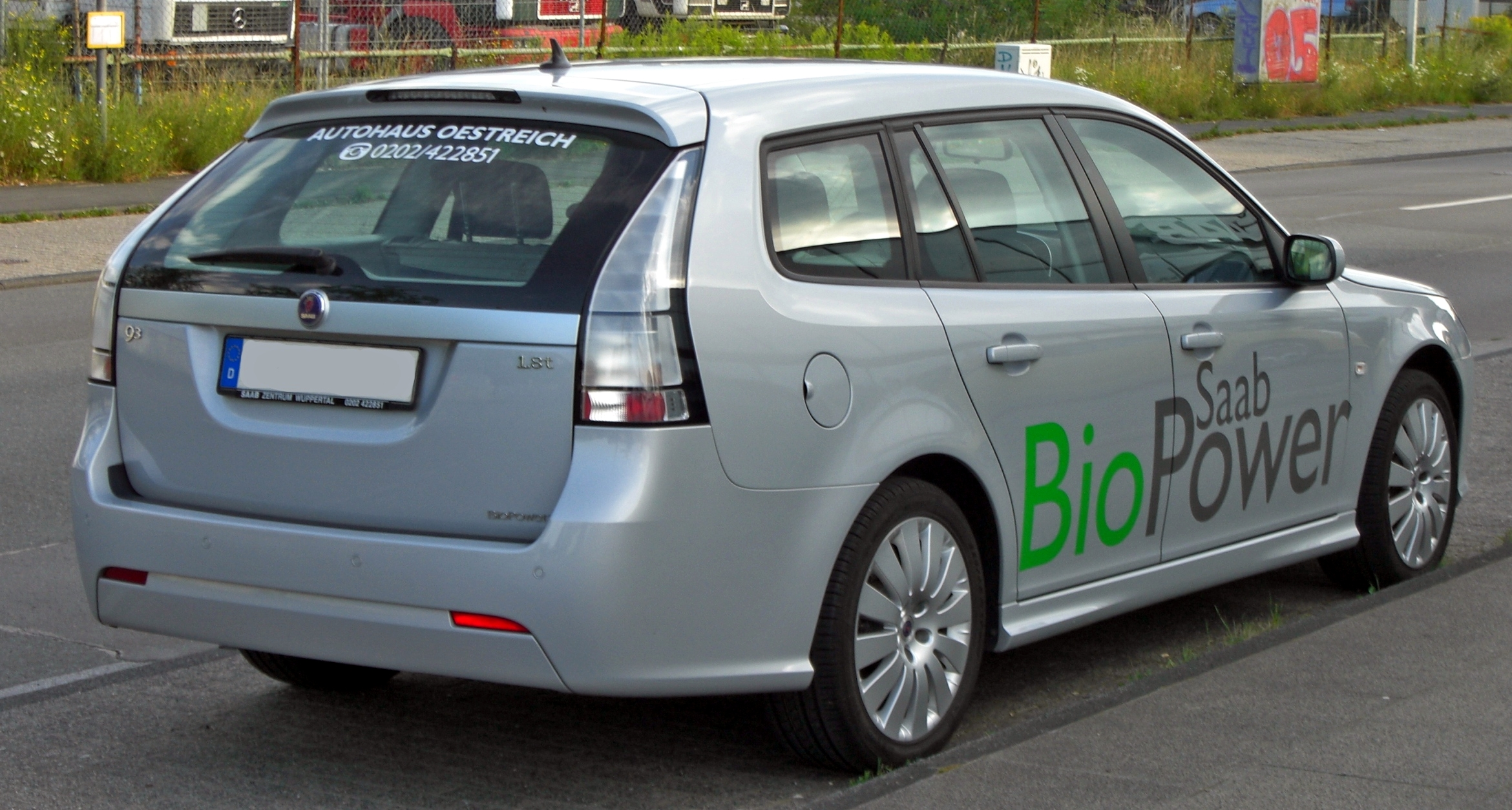
Saab 9-3 SportCombi BioPower, який використовує пальне з біоетанолом (Швеція).

Біоетанол — це етанол, який отримують у процесі переробки рослинної сировини для використання як біопаливо або паливну добавку. Світове виробництво біоетанолу як альтернативного пального для транспорту зросло з 17 млрд літрів у 2000 до 52 млрд літрів у 2007.
Біоетанол використовується переважно в Бразилії та Сполучених Штатах, і разом ці країни забезпечили у 2008 році 89 % світового виробництва етанолу. Більшість автомобілів США можуть працювати на суміші 10 % біоетанолу та бензину, це законодавчо закріплено в деяких штатах і містах. З 1976 року бразильський уряд зробив обов'язковою суміш біоетанолу з бензином, а з 2007 року обов'язковою є суміш 25 % етанолу та 75 % бензину (суміш E25). Етанол у Бразилії виробляється переважно з цукрової тростини, а в США — з кукурудзи. В Бразилії продаються автомобілі, які можуть їздити на суміші етанолу і бензину у будь-якій пропорції, так звані flex-fuel vehicle - автомобілі. Управління енергетичною інформацією США (ЕІА) зазначає, що до 2015 року на частку біопального припадатиме до 2,3 % спожитого у світі палива, а до 2030 року — до 7,0 %.
Біоетанол, на відміну від нафти, є однією з форм використання поновлюваних джерел енергії, які можна отримати з сільськогосподарської сировини. Його можна виготовляти з цукрової тростини, картоплі, маніоку та кукурудзи. Проте дискусійним є питання користі заміни бензину біоетанолом. Занепокоєння з приводу його виробництва й використання викликає велика кількість орних земель, необхідних для сільськогосподарських культур, а також витрати енергії та забруднення навколишнього середовища. Останні події у виробництві целюлозного етанолу й комерціалізація цього процесу можуть вирішити деякі з цих проблем.
| Культура        | Урожайність, ц/га | Вихід спирту з 1 т сировини, л | Вихід спирту, л/га |
| --------------- | ----------------- | ------------------------------ | ------------------ |
| Картопля        | 200               | 120                            | 2200               |
| Пшениця         | 45                | 400                            | 1800               |
| Жито/ячмінь     | 36                | 30                             | 1200               |
| Цукрові буряки  | 450               | 100                            | 4500               |
| Топінамбур      | 300               | 100                            | 2500               |
| Зерно кукурудзи | 50                | 400                            | 2000               |
| Цикорій (сироп) | 200               | 10                             | 2000               |

При сучасному стані (на 2009 рік) більшості спиртових заводів України в собівартості біоетанолу із зерна на сировину припадає 2,5-2,7 грн/л, на енергоносії — 0,6-0,8 грн/л, а загальна вартість залежить від умов його виробництва і в цілому сягатиме орієнтовно 4 грн/л. Спиртзаводи України станом на 2009 рік мали змогу виробляти 
7,5 млн декалітрів біоетанолу щорічно.
Альтернативний спосіб отримання біоетанолу з морських водоростей нині розробляється компанією Algenol.
Витрати етанолу в живленні двигуна на 51 % більші за витрати бензину, тому що енергія в одиниці об'єму етанолу на 34% нижча, ніж бензину. Але етанол має інші переваги — високий показник октанового числа, що може зробити двигун більш ефективними за рахунок збільшення ступеня стиснення. Лише ступінь стиснення на етанольних двигунах, може зробити двигун більш потужним і більш економічним щодо витрати палива. У автомобілів з гнучким вибором палива двигуни можуть отримати таку ж вихідну потужність при використанні бензину або етанолу. Витрати пального на двигунах транспортних засобів з високим ступенем стиснення, що працюють на чистому етанолі, нині на 20-30 % вищий від витрат бензину в порівнянні з бензиновою версією. Додавання турбокомпресора зі змінним ступенем стиснення може бути оптимальним, і економія палива буде постійною з будь-якою сумішшю етанолу.
Роздрібні ціни на етанол E85 в Сполучених Штатах — $2,62 за галон США (3,78 л), в той час як ціна звичайного бензину $3,03 за галон США. Ціни на етанол в Бразилії (E100) є 3,88 долара, в той час як ціни на бензинову суміш E25 — 4,91 дол. (у липні 2007 р.).